# تشانغ هان
تشانغ هان (بالصينية: 張涵) (25 ديسمبر 1985 في تايوان - ) هو لاعب كرة الصالات ‏ ولاعب كرة قدم تايواني في مركز الهجوم. شارك مع منتخب تايوان تحت 23 سنة لكرة القدم ومنتخب تايبيه الصينية لكرة القدم. أما مع النوادي، فقد لعب مع نادي تاتونغ وLand Home NTUS F.C. ‏ وNational Sports Training Center football team ‏ ومنتخب تايبيه الصينية الوطني لكرة قدم الصالات.

## وصلات خارجية
- تشانغ هان على موقع قاعدة بيانات كرة القدم.إي يو (الإنجليزية)
- تشانغ هان على موقع ناشيونال فوتبول تيمز (الإنجليزية)